# 郵政政策研究会
郵政政策研究会（ゆうせいせいさくけんきゅうかい）とは旧特定郵便局長OBによる政治団体。前身は大樹全国会議。略称は郵政研。

## 概要
自由民主党の支持団体として活動していたが、2005年に自民党政権が郵政民営化の方針を示した後は、郵政民営化反対の国民新党を中心に政治活動の支援を行っていたが、2013年に同党の解党に伴い、谷垣禎一体制の自民党が郵政民営化路線を修正したこともあって自民党に戻る（労組は民主党に戻った）。
1965年以降は参議院議員通常選挙全国区に候補を擁立している。2007年参院選では候補者を擁立しなかった。2013年参院選では、自民党比例代表に候補者（柘植芳文）を擁立している。

## 関連議員
- 西村尚治
- 長田裕二
- 岡野裕
- 岡利定
- 高祖憲治
- 長谷川憲正
- 柘植芳文
- 徳茂雅之
- 長谷川英晴